# Mathieu Pfeil
Mathieu Pfeil (* 22. März 1862 in Köln; † 14. September 1939 in Zürich) war ein deutscher Theaterschauspieler.

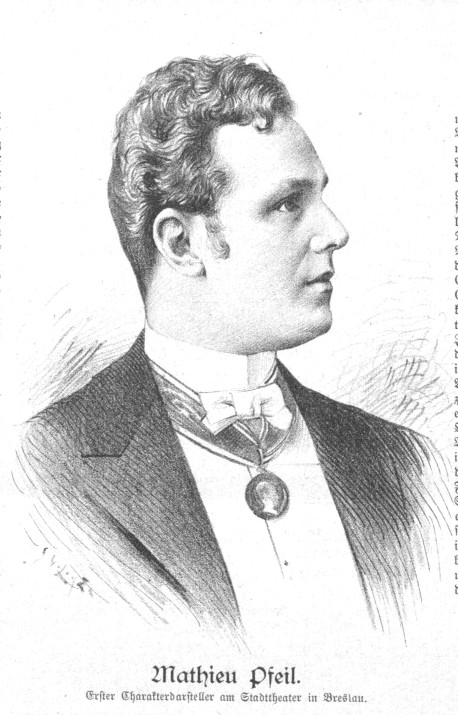
Mathieu Pfeil (von Jan Vilímek, 1893)

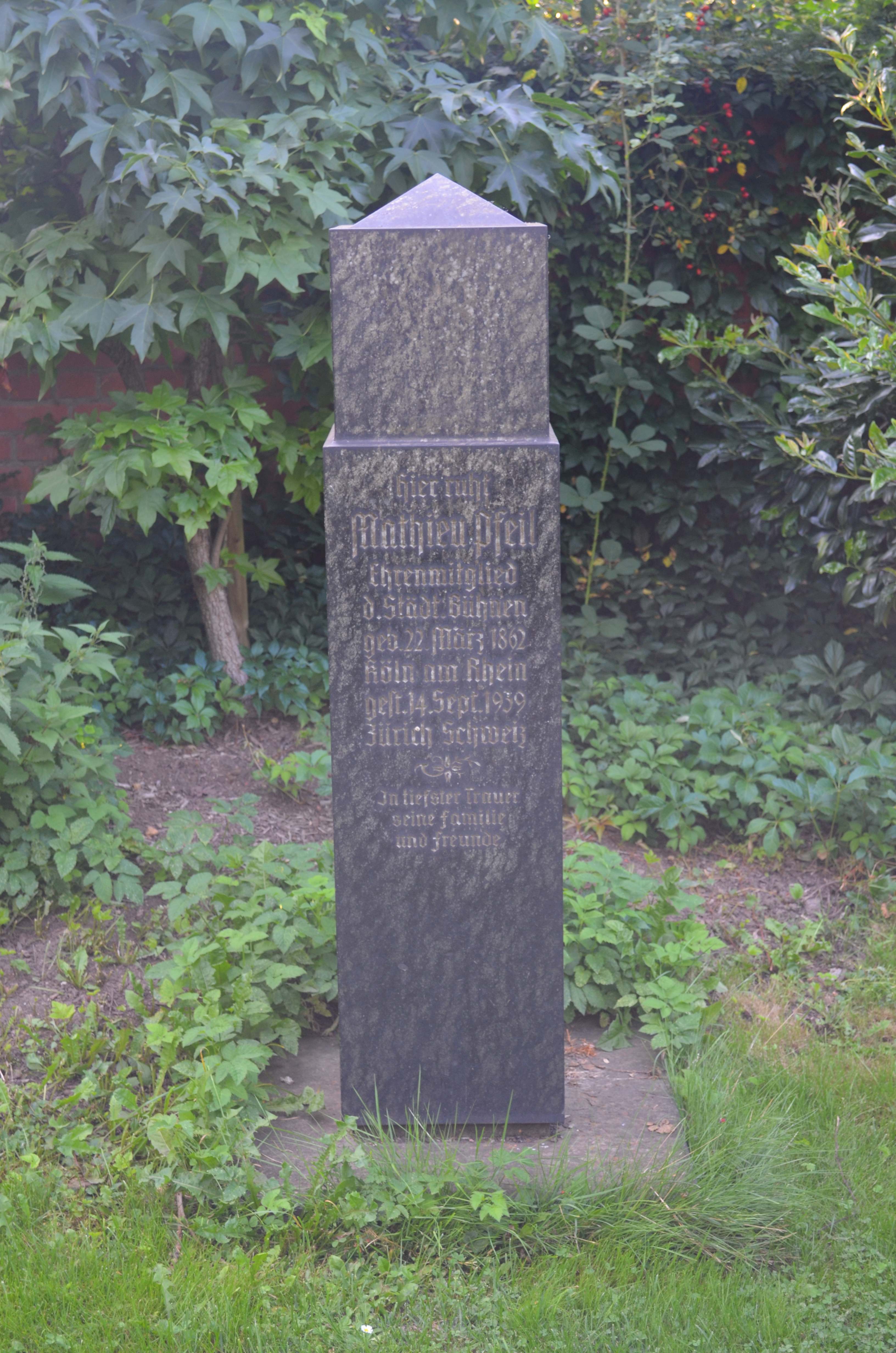
Das Grab von Mathieu Pfeil auf dem Friedhof Eschersheim

## Leben
Pfeil stand bereits als 16-Jähriger auf der Bühne, in der Rolle eines Gefreiten in Schillers Drama Wallensteins Tod. Er war Mitglied des Königlichen Schauspielhauses und des im April 1945 zerstörten Lessingtheaters.
In der Spielzeit 1901/02 wechselte Mathieu Pfeil von Berlin an das Schauspielhaus Frankfurt. In einer Kritik der Frankfurter Zeitung vom 28. März 1904 heißt es: „Herr Pfeil (Oberst) und […] holten aus ihren Rollen heraus, was nur herauszuholen war, und errangen mit ihren tüchtigen Leistungen dem Lustspiel einen Erfolg, der ihm sonst nicht beschieden gewesen wäre“. 1919 gründete Mathieu Pfeil mit Hans Nerking die Frankfurter Schauspielschule, der er mehrere Jahre als Leiter vorstand.
Pfeil ist Ehrenmitglied der Städtischen Bühnen Frankfurts und liegt in einem städtischen Ehrengrab auf dem Friedhof Eschersheim begraben.